# Samuel Korsak
Samuel Korsak herbu Lis (ur. 1745, zm. 4 listopada 1794 w Warszawie na Pradze) – pułkownik husarski wojsk litewskich, członek Komisji Skarbowej Rzeczypospolitej Obojga Narodów, członek Rady Najwyższej Rządowej Litewskiej, członek konfederacji targowickiej. W 1789 został kawalerem Orderu Świętego Stanisława.

## Życiorys
Razem z Tadeuszem Reytanem i Stanisławem Bohuszewiczem był inicjatorem próby niedopuszczenia do rozpoczęcia obrad Sejmu Rozbiorowego w dniu 19 kwietnia 1773, na którym uchwalono I rozbiór Polski. Rosyjskiemu posłowi nadzwyczajnemu i ministrowi pełnomocnemu Stackelbergowi, namawiającemu go na przystąpienie do zawiązywanej naprędce konfederacji Ponińskiego oświadczył: 

…Nie znam na świecie despoty dość bogatego, aby mnie zepsuć, ani dość mocnego, aby mnie przerazić.

Jako poseł nowogródzki był przedstawicielem opozycji. Zginął w Warszawie na Pradze w 1794 roku, walcząc przeciwko wojskom rosyjskim.